# 昭平台水库
昭平台水库位于中国河南省平顶山市鲁山县，是以灌溉、供水为主，兼有防洪、养殖等功能的大（二）型水库。
水库工程于1958年5月开工，1959年6月基本建成。1966年、1976年、1985年三次续建和除险加固。
昭平湖风景区先后被授予国家AAA级旅游区、国家水利风景区。2009年又被评为“河南十大最美丽的湖”之一。